# Sabine Fuchs
Pour les articles homonymes, voir Fuchs.

Sabine Fuchs est une patineuse artistique française, vice-championne de France 1975 en catégorie féminine et triple championne de France (1977, 1978 et 1979) en catégorie couple avec son partenaire Xavier Videau.

## Biographie

### Carrière sportive
Sabine Fuchs patine d'abord à haut-niveau en catégorie féminine. Elle devient vice-championne de France lors de l'édition 1975 à Reims, derrière sa compatriote Marie-Claude Bierre.
Elle s'oriente dès 1975 vers le patinage des couples artistiques. Elle patine pendant quatre saisons avec son partenaire Xavier Videau. Ensemble, ils sont triples champions de France lors des éditions de 1977 à Amiens, 1978 à Belfort et 1979 à Tours. Ils représentent la France aux premiers mondiaux juniors de 1976 à Megève, à deux championnats européens (1977 à Helsinki et 1978 à Strasbourg) et à un mondial senior (1978 à Ottawa). Ils n'ont jamais pu participer aux Jeux olympiques d'hiver.
Elle quitte les compétitions sportives en 1979, laissant son partenaire patiner avec d'autres patineuses.

### Reconversion
Elle devient entraîneur de patinage artistique. Au cours de sa carrière, elle travaille notamment avec Jean-Louis Lacaille.

## Palmarès
| Compétition en individuel     | 1974 | 1975 | 1976 | 1977 | 1978 | 1979 |  |  |  |  |  |  |  |  |
| Jeux olympiques d'hiver       |      |      |      |      |      |      |  |  |  |  |  |  |  |  |
| Championnats du monde         |      |      |      |      |      |      |  |  |  |  |  |  |  |  |
| Championnats d’Europe         |      |      |      |      |      |      |  |  |  |  |  |  |  |  |
| Championnats de France        | 3e   | 2e   |      |      |      |      |  |  |  |  |  |  |  |  |
|                               |      |      |      |      |      |      |  |  |  |  |  |  |  |  |
| Compétition en couple         | 1974 | 1975 | 1976 | 1977 | 1978 | 1979 |  |  |  |  |  |  |  |  |
| Jeux olympiques d'hiver       |      |      |      |      |      |      |  |  |  |  |  |  |  |  |
| Championnats du monde         |      |      |      |      | 12e  |      |  |  |  |  |  |  |  |  |
| Championnats d’Europe         |      |      |      | 9e   | 9e   |      |  |  |  |  |  |  |  |  |
| Championnats de France        |      |      | 2e   | 1re  | 1re  | 1re  |  |  |  |  |  |  |  |  |
| Championnats du monde juniors |      |      | 5e   |      |      |      |  |  |  |  |  |  |  |  |
|                               |      |      |      |      |      |      |  |  |  |  |  |  |  |  |